# Francesco Villa (motociclista)
Francesco Villa (Castelnuovo Rangone, 5 de fevereiro de 1933) foi um ex-motociclista italiano, tetracampeão nacional de motovelocidade, e duas vezes campeão das 24 Horas de Barcelona.
Nascido na pequena comuna de Castelnuovo Rangone, entre Maranello e Modena, o coração do automobilismo italiano,. Villa se tornaria um dos mais bem sucedidos pilotos italianos de motovelocidade durante os anos 1960, sendo campeão nacional nas 125cc em 1961, 1962, 1963 e 1965, todas correndo pela Mondial. Villa também terminou com o vice-campeonato em 1966 e 1968, com os dois títulos terminando com seu irmão Walter Villa. Em 1966, Villa iniciou o campeonato correndo pela Beccaccino, uma moto que o próprio Villa desenvolveu, depois vendida para a Montesa, com a qual terminou o ano. Já em 1968 correu com uma nova moto própria, a Moto Villa Ainda conseguiu um foi terceiro em 1967, correndo de Mondial e Montesa; e um quinto em 1964, ainda pela Mondial.
Apesar de seu irmão ter terminado mais conhecido e bem sucedido com seu tetracampeonato mundial (além dos oito títulos italianos), Francesco chegou a participar de várias corridas do mundial entre 1958 e 1960, 1962 e 1964 e 1966 e 1970, obtendo dois terceiros lugares nas 125cc; o primeiro no GP das Nações, disputado na Itália, em 1958, e o segundo em 1969, também disputado na Itália como GP das Nações. Este ficou marcado pela participação de seu irmão, que terminou uma posição atrás, em 4°.
Apesar de seu sucesso como piloto, ele se tornaria mais conhecido como um exímio mecânico e preparador de motos de corrida, considerado o melhor daquela época. Tendo desenvolvido motores para a Mondial e Montesa, Villa fundou sua própria empresa em 1968. A Moto Villa 250cc V4, desenvolvida em parceria com Walter em 1968, e baseada na Beccaccino, se tornaria bastante prestigiada, embora logo tenha se tornado obsoleta por conta da mudança de regras da FIM para 1970. Apesar disso, sua moto se tornaria popular o suficiente para réplicas serem vendidas mais de 40 anos após sua construção.